# Transport routier au Mali
Le transport routier est le principal moyen de transport de personne et de marchandise au Mali. Il souffre cependant d’un réseau routier peu développé, composé essentiellement de routes non goudronnées, et de la vétusté du parc automobile.

## Le réseau routier
Le réseau routier est régi par la loi du 22 juillet 2005 portant principes de classement des routes a classé les routes en quatre catégories :
- les routes d'intérêt national (RN) dont la construction et l'entretien sont assurés par l'État ;
- les routes d'intérêt régional (RR) dont la construction et l'entretien sont assurés par la région ;
- les routes d'intérêt local (RL) dont la construction et l'entretien sont assurés par le cercle ;
- les routes d'intérêt communal (RC) dont la construction et l'entretien sont assurés par la commune.

En 1999, le réseau routier couvrait 17 107 km dont 2 760 km de routes bitumées. Depuis, plusieurs programmes routiers ont contribué à améliorer et agrandir le réseau routier.

## Le parc automobile
En 2007, le parc automobile comptait 167 245 véhicules et environ 450 000 deux-roues.

## Sécurité routière
Face à l’accroissement de ces accidents, le gouvernement malien a créé une Agence nationale de la sécurité routière (ANASER) qui a pour mission « de promouvoir et renforcer la sécurité routière et de contribuer à l’amélioration des conditions d’exploitation du réseau routier » .
En 2010, les statistiques officielles ont recensé 10 465 accidents de la route qui ont fait 8 067 blessés et 687 morts.

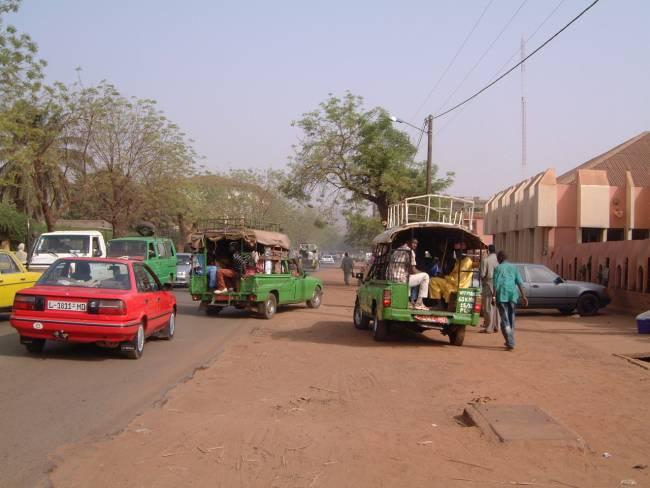
taxi-brousse
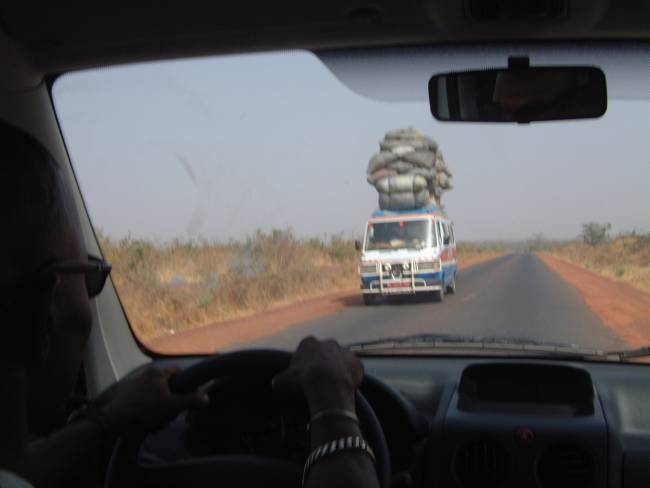
Chargement complet
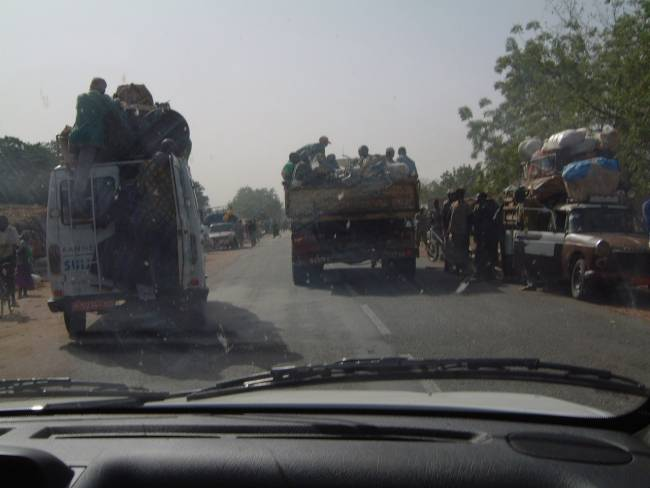
Arrêt pour chargement
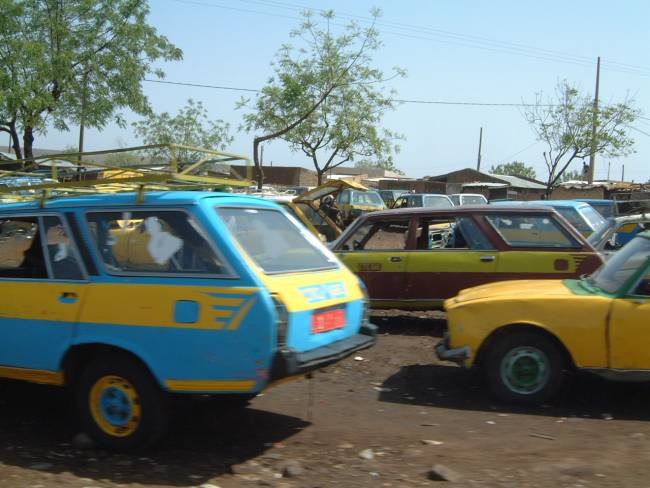
compagnie de taxis
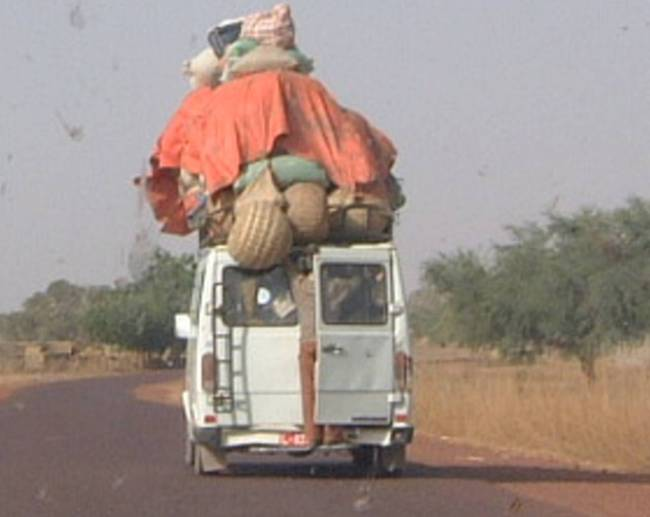
Chargement complet
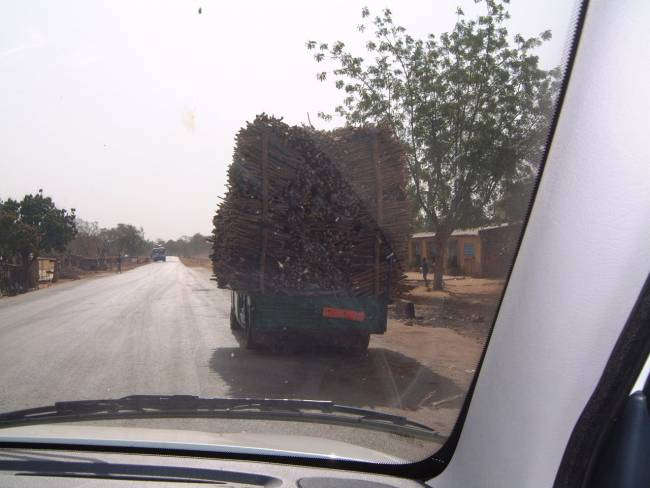
Pauvre 404